# Zamek we Wschowie
Zamek we Wschowie – dawny zamek Kazimierza Wielkiego z XIV wieku, następnie użytkowany przez starostów królewskich we Wschowie. Istniał do połowy XIX wieku.

## Historia
Wcześniejszy gród został zniszczony w 1343 r. przez wojska Kazimierza Wielkiego. W 1. połowie XIV wieku we Wschowie król Kazimierz Wielki polecił zbudować murowany zamek, który następnie należał do dóbr królewskich. Pierwsze wzmianki o zamku wschowskim pochodzą z XIV wieku. W XIV wieku warownię zbudowano na rzucie zbliżonym do prostokąta o wymiarach: 38,75 x 43,75 m. Mury obwodowe o grubości do 2,5 m, fundamentowane były na głębokości do około 5 m poniżej obecnego poziomu użytkowego, a wysokość sięgała do około 3,5 m. Wzniesiono je z kamieni eratycznych. Od zachodu znajdowała się brama. W południowo - wschodnim części dziedzińca znajdowała się wieża o wymiarach 10 x 15 metrów. Od północnego-zachodu zbudowano także dom zamkowy o wymiarach 8,5 x 11,5 m.
Po rozbiorach zamek został w dużej mierze zniszczony. Na początku XIX wieku na fundamentach zamku utworzono więzienie. W latach powojennych, do 1999 w budynku działał zakład odzieżowy. W 2000 roku obiekt zaadaptowano na hotel i restaurację o nazwie „Zamek Królewski”.

## Galeria

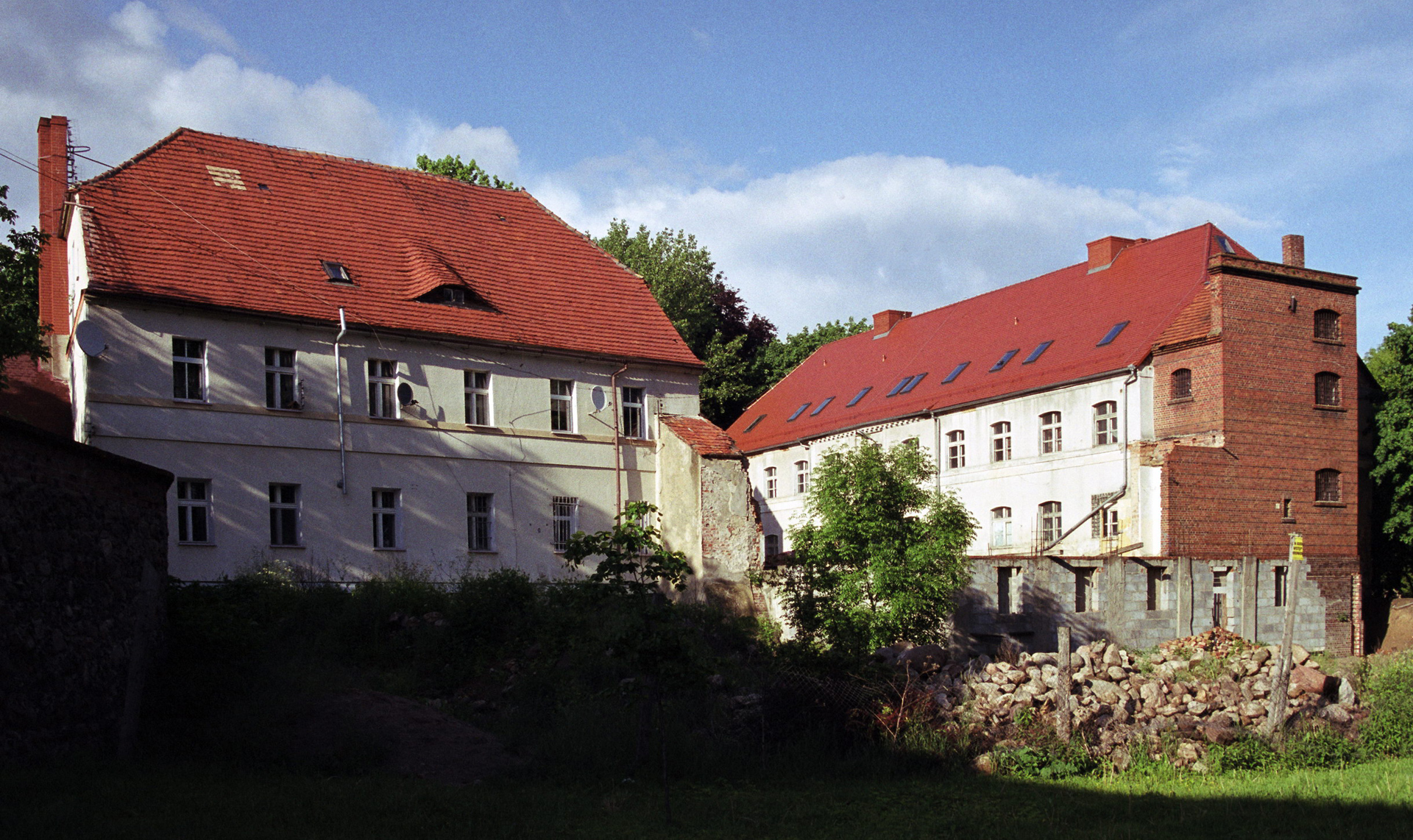
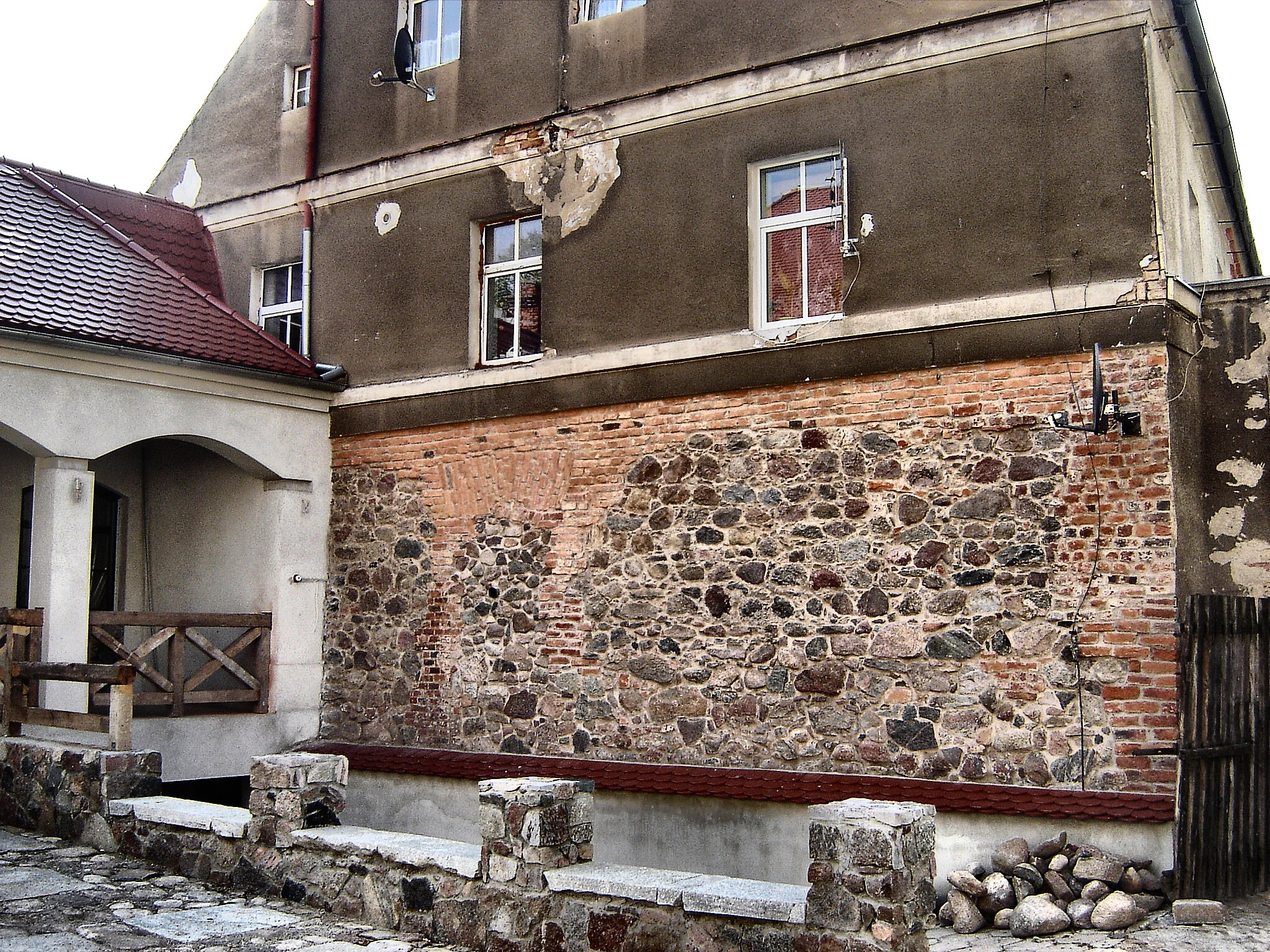
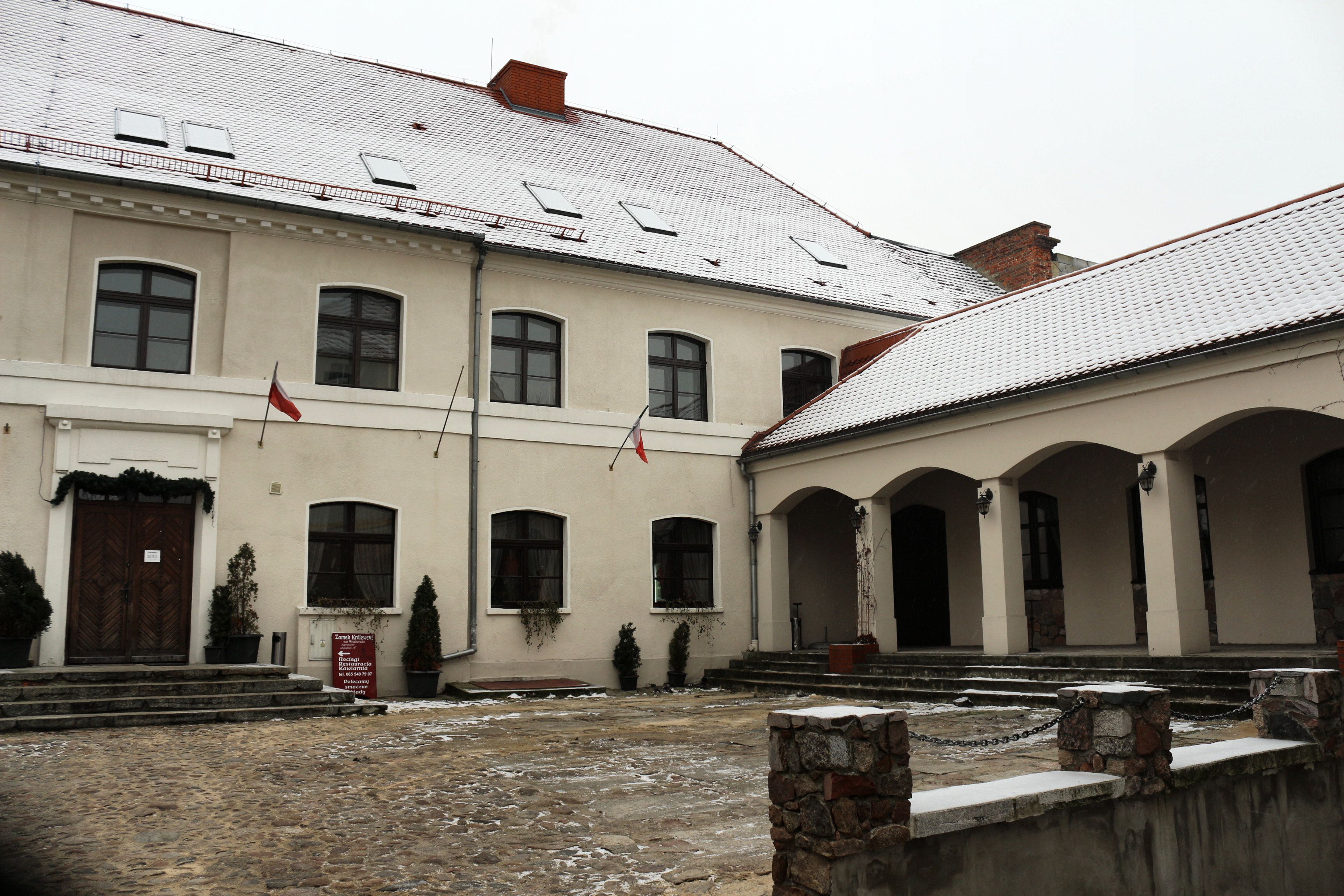
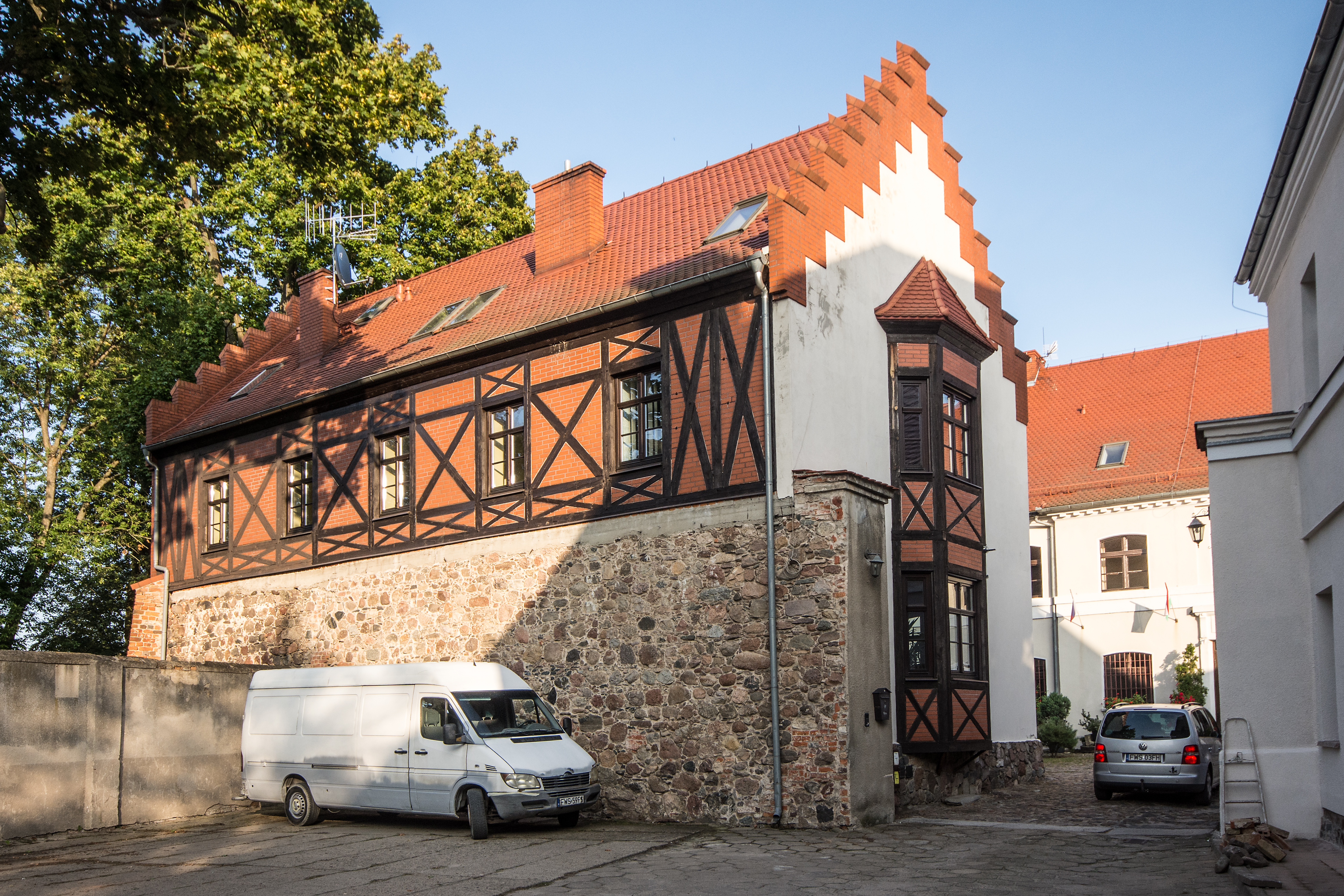

## Badania archeologiczne
- 2001-2002, 2011 – Elżbieta Wyrwińska, Marek Wróbel (firma P.U. Ferrum)